# Dischidia elmeri
Dischidia elmeri är en oleanderväxtart som beskrevs av Rudolf Schlechter. Dischidia elmeri ingår i släktet Dischidia och familjen oleanderväxter. Inga underarter finns listade i Catalogue of Life.